# ニール・ゴードン・マンロー

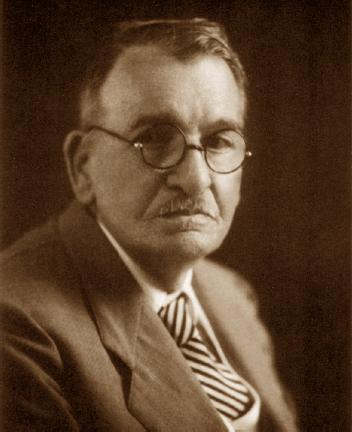
ニール・ゴードン・マンロー

ニール・ゴードン・マンロー（Neil Gordon Munro、1863年6月16日 - 1942年4月11日）は、イギリスの医師、考古学者、人類学者。

## 略歴
エジンバラ大学で医学を学び、インド航路の船医として29歳で日本にやってきた。横浜で横浜ゼネラルホスピタルで医師として、その後長野県軽井沢でサナトリウムの院長として働く。
考古学にも深い造詣があり、日本の先史時代の研究をつづけ、1905年（明治38年）には横浜市神奈川区沢渡・三ツ沢付近にて、三ツ沢貝塚を発見し、発掘調査をしている。考古学の知識は母国で培われた。旧石器にかなり精通していたであろうことは、彼の遺品のフリント（燧石）製の旧石器（槍先形ハンドアックス）数点、エオリス（曙石器）一点などから推測できる。マンローは、ジャワ原人（現在はホモ・エレトウスに分類）の化石情報に接し、その一派が大陸と陸続きであった日本列島にも到達したのではないかと考えた。1905年（明治38年）の夏、神奈川県酒匂川流域の段丘礫層を掘削し、数点ではあるが石器とみられるものを見つけている。この活動は日本列島にも旧石器時代の人類が生息していたのではないかという自らの仮説を証明しようとしたものであった。
日本人女性と結婚し、1905年（明治38年）に日本に帰化した。1922年、来日したアルベルト・アインシュタインと面会する。1923年、関東大震災により横浜の自宅が全焼、軽井沢に自宅を移す。
1930年、軽井沢を訪れたイギリスの人類学者チャールズ・G・セリーグマンの紹介により、ロックフェラー財団からの助成金を獲得。1932年（昭和7年）、北海道沙流郡平取町二風谷に住所を移し、医療活動に従事する傍らアイヌの人類研究、民族資料収集を行った。
1933年に北海道に渡り、平取町二風谷にマンロー邸を建てる。以後当地でアイヌの研究活動や結核患者への献身的な医療活動を行う。
二風谷時代は、「アイヌの世話をする西洋人」ということで周囲から奇異な目で見られ、新居の放火騒ぎがあったり（ジョン・バチェラーとの対立が原因とも言われた）、「無資格で診療を行なっている」「英国のスパイだ」といった噂が流れて身の危険を感じることがあったりと、コタン以外の地元住民からは好かれていなかったという。
1937年、ヘレン・ケラーと面会。1941年、病により臥床生活となる。1942年4月11日死去。マンローは亡くなる時に、コタンの人々と同様の葬式をしてくれるよう遺言した。遺骨は晩年を過ごした二風谷に埋葬されるとともに、長年過ごしてきた軽井沢の外国人墓地にもその分骨が納められた。軽井沢でのマンロー埋葬の際には、時の町長や大勢の内外人が集まって「萬郎先生慰霊祭」を執り行ったという。

## 家族
- 父・ロバート(1889年没) ‐ 外科医。マンローを名乗る一族は14世紀から続くスコットランドの名家[6]。
- 母・マーガレット・ブリング・マンロー
- 弟・ロバート ‐ 兄を追って来日
- 妻・アデル・マリー・ジョセフィン・レッツ（Adele M.J.Retz、1876年生) ‐ 在日ドイツ商人フレデリッヒ・レッツ（レッツ商会店主）の娘。ロバート（1896-1902）、イアンの二子を儲けるも1905年離婚。離婚前、実家のパーティで夫と秘書トクへの嫉妬からヒステリックにピアノを演奏したとして客前でマンローから平手打ちの暴行を受ける。離婚手続きを簡単にするために夫婦で日本帰化[6]。
- 妻・高畠トク(得子、1877年生) ‐ 元柳川藩江戸詰家老（逓信省役人）高畠由憲・ゆうの次女。マンローの講演会に出席して知り合い、秘書兼通訳となり、1905年結婚。娘を儲けるも博士号取得のために渡英していたマンローが帰国後冷たくなり1909年に離婚。娘はフランス留学中に28歳で没。トクは離婚後公立女学校の教師となり、富山出身の苦学生を養子にして支援、その息子に高畠通敏がいる[6][7]。
- 妻・アデル・ファヴルブラン ‐ 1914年結婚。在日スイス人貿易商ファブルブラント商会店主の娘。一女を儲けるも、父親の死、夫の不倫などで精神を病み、治療名目でマンローにウィーンに送り出されることになり、土地家屋の売却でマンローの借財も清算し離日[8]。
- 妻・木村チヨ（1885－1974） ‐ 1924年結婚（マンローと前妻の離婚を待って入籍は1937年）。高松市出身の看護婦長。日赤香川支部看護婦養成所卒業後日露戦争に従軍、1919年より軽井沢サナトリウムに勤務、医師として勤めていたマンローと親しくなり1932年にマンローとともに北海道平取村二風谷に診療所を開き、マンロー没後軽井沢サナトリウムに戻った[9]。

## 死後
マンローの人類学関連の蔵書は以前から親交があったフォスコ・マライーニに譲られ、アイヌ研究の遺稿はマライーニからロンドン大学へ送られ、人類学者のセリーグマンの手によって『AINU Past and Present』としてまとめられた。
アイヌ文化の理解者であり、アイヌ民具などのコレクションの他、イオマンテ（熊祭り、1931年製作）などの記録映像を残した。映像の大部分は、網走の北海道立北方民族博物館で見ることができる。彼の旧宅兼病院であった建物は、北海道大学に寄贈され、北海道大学文学部二風谷研究室として活用されている。一般公開はされていない。毎年6月16日マンローの誕生日は、二風谷では「マンロー先生の遺徳を偲ぶ会」が開かれている。
マンローのコレクションはスコットランド国立美術館に収蔵され、2001年の日本フェスティバルで公開された。
また、2013年（平成25年）に横浜市歴史博物館が開催したマンローをテーマとする企画展では、スコットランドにある日本の考古資料も含めた調査・展示が行われ、その業績が改めて評価された。

## 軽井沢
1917年、マンローは、タッピング別荘を借りて避暑がてら軽井沢に診療所を開設した。1921年からは『軽井沢避暑団』の診療所を夏場だけ引き受けて滞在することになった。1923年の関東大震災後は軽井沢に居を移し、診療所は通年経営の本格的なものとなる。当時は「マンロー病院」「軽井沢病院」など様々な呼び方があったが、1924年にマンローが正式に院長就任後は、「軽井沢サナトリウム」と呼ばれた。しかし病院経営は、夏の3ヶ月は繁忙期であったものの、それ以外は閑散としていたため、元々採算の取れるものではなかった。その上、マンローは近所の貧しい小作人や木こりたちからは治療費は取らなかった。当時の妻アデールの父ジェームス・ファヴルブラントがスイスの時計商で資産家であったため、病院経営の大きな援助者であったが、ジェームスが1923年8月に軽井沢の別荘で死去したことから、当地で新生活を送りはじめたマンロー一家は、瞬くうちに経済難に陥った。そんな中、マンローは病院の婦長、木村チヨと不倫関係になる。これらの度重なる出来事から精神的に不安定となったアデールは、サナトリウムに隣接した自分名義の土地を軽井沢避暑団に売りマンローの借財を補って、「軽井沢の冬は寂しすぎる」という言葉を残して、憔悴しきったままウィーンのジークムント・フロイト博士の元へと旅立ち、その後2人が再び会うことはなかった。
1928年、加藤伝三郎博士が院長に就任、マンローは名誉院長に据えられた。マンローはその後実質的な妻となったチヨとともに、1932年に北海道二風谷に移住したが、軽井沢には晩年まで夏季診療として毎夏3ヶ月程度滞在していた。
軽井沢サナトリウムにマンローを訪ねた人物として、内村鑑三、土井晩翠らがいる。また、堀辰雄の軽井沢を舞台とした小説『美しい村』（1934年発表）には、マンローがモデルとされる「レイノルズ博士」なる人物が登場する。

## 著書
- 『先史時代の日本』第一書房（英文、復刻版、1982年）[† 2][2]
- 『アイヌの信仰とその儀式』国書刊行会　2002年